# Lisa Cuddy
La doctora Lisa Cuddy es un personaje de ficción de la serie House M. D., interpretado por Lisa Edelstein desde la primera hasta la séptima temporada de la serie. Al final de esa temporada, decidió abandonar la serie debido a fuertes discusiones con la producción y falta de acuerdo de salario.

## Biografía
De acuerdo con el argumento de la serie, desde los 12 años supo que quería dedicarse a la medicina. Se licenció en medicina con 25 años y cuatro años más tarde se convirtió en la directora del hospital siendo la primera mujer en conseguirlo y la segunda persona más joven en lograrlo.
Está especializada en endocrinología, tiene un sentido de la responsabilidad que le lleva a continuos enfrentamientos con House, al que conoció en el pasado y con el que se ha dado a entender que mantuvo una relación en su juventud. Sea como sea, siempre termina defendiéndolo e, incluso, llegó a cometer perjurio para ayudarlo. En el sexto capítulo de la quinta temporada (Joy, Alegría), pierde la posibilidad de adoptar un bebé, por lo que queda devastada, y al final del capítulo House la va a visitar a su casa y se besan. Al final de esa misma temporada, en un delirio de House, Cuddy lo ayuda a desintoxicarse y luego, tienen sexo, lo que al día siguiente casi le provoca que lo echen del hospital, pero lo envían a un asilo psiquiátrico para que se rehabilite.
Uno de sus sueños era ser madre. De tres intentos de embarazo que tuvo, dos fallaron y uno terminó en aborto. Empieza entonces un proceso de fertilización en secreto, pero House termina enterándose y acude a él para pedirle ayuda con las inyecciones. Incluso le pidió al mejor amigo de este, Wilson, que fuera su donante de esperma, algo que no hizo. Por tanto, adopta a una niña.

## Familia
- En la 5.ª temporada adopta una bebé llamándola Rachel.
- Tiene una hermana llamada Julia.
- Tiene una mala relación con su madre.

## Situación sentimental
Durante las primeras temporadas no tuvo una relación estable, aunque se citó con hombres que conocía por Internet. Una de ellas fue estropeada por el propio House el día de San Valentín.
En la sexta temporada tiene una relación estable con Lucas Douglas, el detective que contrató House en la temporada anterior para espiar a Wilson. Se muda con él y se comprometen. Pese a eso, ella le revela a House que se siente estancada, que sólo puede pensar en él y, finalmente, que está enamorada de él. Aludiendo a la season finale de la sexta temporada, él pregunta que si es todo una alucinación, a lo que ella responde con otra pregunta "¿Te has tomado el vicodín?". House responde que no. "Entonces vamos bien", responde Cuddy. Vuelven a besarse, se toman de la mano, y así dan fin a la sexta temporada.
La séptima temporada mantiene un relación estable con House, la que el compara con el programa de televisión "Wild Kingdom" en la presentación formal de la relación con recursos humanos, la cual termina abruptamente en la misma temporada y finaliza de una manera no amigable, llegando al extremo incluso en el último episodio de mencionar que quiere al Dr. House preso si vuelve a poner un pie en el Hospital o a acercársele a ella, con lo cual termina la séptima temporada y su rol propio en la serie. Es reemplazada en su puesto como directora del Hospital por el Dr. Eric Foreman.